# Nasta Dachkievitch
Nastassia Ouladzimirawna Dachkievitch, née Palajanka (en biélorusse : Настасся Уладзіміраўна Дашкевіч-Палажанка ; née à Minsk le 2 août 1990), est une militante politique biélorusse, qui agit pour la liberté et les droits de l'homme, dans son pays. Elle rejoint le mouvement d'opposition de la jeunesse à l'âge de 14 ans et est, depuis 2011, vice-présidente du Front de la Jeunesse.
En 2011, Nasta Palajanka obtient du département d'État des États-Unis, le  prix international de la femme de courage,.
Nasta Palajanka est mariée à un autre militant biélorusse, Zmitser Dachkievitch (en).

## Crédit d'auteurs
- (en) Cet article est partiellement ou en totalité issu de l’article de Wikipédia en anglais intitulé « Nasta Palazhanka » (voir la liste des auteurs).